# Cerro Blanco (ort i Honduras, Departamento de Comayagua)
Cerro Blanco är en ort i Honduras.   Den ligger i departementet Departamento de Comayagua, i den västra delen av landet, 90 km nordväst om huvudstaden Tegucigalpa. Cerro Blanco ligger 1 189 meter över havet och antalet invånare är 1 169.
Terrängen runt Cerro Blanco är kuperad. Runt Cerro Blanco är det ganska tätbefolkat, med 86 invånare per kvadratkilometer. Närmaste större samhälle är Siguatepeque, 9,1 km sydväst om Cerro Blanco.  